# Vladimír Kadlec (ministr)
Vladimír Kadlec (4. října 1912 Žižkov – 3. dubna 1998 Praha) byl český a československý ekonom, vysokoškolský pedagog a politik KSČ, v době pražského jara ministr školství Československé socialistické republiky, za normalizace signatář Charty 77.

## Biografie
Narodil se na Žižkově. Pocházel z rodiny železničáře. S rodiči se v mládí přestěhoval do Zdic. Zde vychodil základní školu a v Berouně absolvoval státní reálné gymnázium. V letech 1931-1935 vystudoval Právnickou fakultu Univerzity Karlovy. Po válce pracoval v Národní bance Československé, v Ústřední správě bank a v Kanceláři prezidenta republiky. V období let 1952-1962 působil jako pedagog na Českém vysokém učení technickém v Praze. V roce 1962 se stal pedagogem na Vysoké škole ekonomické v Praze a od roku 1966 rektorem této školy. Angažoval se i ve stranických funkcích. XIII. sjezd KSČ a znovu Vysočanský sjezd KSČ v srpnu 1968 ho zvolil členem Ústředního výboru Komunistické strany Československa. Od roku 1963 byl členem ekonomické komise ÚV KSČ a členem Státní komise pro řízení a organizaci. Publikoval ekonomické odborné studie. Zabýval se využitím výpočetní techniky.
V dubnu 1968 získal vládní post v československé první vládě Oldřicha Černíka jako ministra školství. Portfolio si udržel do prosince 1968.
Po invazi vojsk Varšavské smlouvy do Československa ho Ústřední výbor Komunistické strany Československa zařadil na seznam „představitelů a exponentů pravice“. Po nástupu normalizace byl vytlačen z politického života. Na funkci člena ÚV KSČ rezignoval v září 1969. Rezignace byla schválena v lednu 1970.
V následném období se angažoval v opozici. Patřil mezi první signatáře Charty 77. V roce 1987 mu byla udělena Cena Františka Kriegla za samizdatový ekonomický sborník, který vydával od roku 1977.
Manželkou byla oftamoložka prof. MUDr. Věra Kadlecová, DrSc.